# West Lothian
West Lothian (en gaèlic escocès: Lodainn an Iar) és un dels 32 consells unitaris (en anglès: council area) en què està dividida administrativament Escòcia. Limita amb els consells unitaris d'Edimburg, Falkirk, North Lanarkshire, Scottish Borders i South Lanarkshire. La capital administrativa és Livingston.

## Història
West Lothian, anomenat Linlithgowshire fins al 1921, va ser un dels antics comtats en què estava dividida Escòcia fins al 1975. En aquest any va ser creada la regió de Lothian i dividida en districtes, un dels quals va ser West Lothian que mantenia l'antic territori del comtat excepte la ciutat de Bo'ness que va passar al districte de Falkirk i la ciutat de South Queensferry i l'àrea de Kirkliston que van passar al districte d'Edimburg i se li afegia l'àrea de Calder que abans formava part del comtat de Midlothian. El 1996 va ser abolida la divisió administrativa anterior i West Lothian es va convertir en un dels nous consells unitaris.